# 1877 год в истории метрополитена
В этой статье перечисляются основные  события из истории метрополитенов в 1877 году. Полужирным шрифтом выделены открытия новых транспортных систем.

## События
- 1 июня 1877 года октрылись 4 новые станции Лондонского метрополитена:

| Название станции   | Линия(и)[*]        | Район              | Зона(ы) | Дата открытия | Открытие движения поездов по участку | Другое название(я)        | Пассажиропоток |
| ------------------ | ------------------ | ------------------ | ------- | ------------- | ------------------------------------ | ------------------------- | -------------- |
| «Ганнерсбери»      | Дистрикт           | Хаунслоу           | 3       | 1 июня 1877   | 1 января 1869                        | Brentford Road: 1869—71   | 3,824          |
| «Рэйвенскорт-парк» | Дистрикт           | Хаммерсмит и Фулем | 2       | 1 июня 1877   | 1 января 1873                        | Shaftesbury Road: 1877—88 | 2,503          |
| Richmond           | Дистрикт           | Richmond           | 4       | 1 июня 1877   | 1 января 1869                        |                           | 7,601          |
| Turnham Green      | Дистрикт Пикадилли | Хаунслоу           | 2 & 3   | 1 июня 1877   | 1 января 1869                        |                           | 5,854          |

Начато движение поездов с одной станции:
| Название станции | Линия(и)[*]                     | Район | Зона(ы) | Дата открытия | Открытие движения поездов по участку | Другое название(я) | Пассажиропоток |
| ---------------- | ------------------------------- | ----- | ------- | ------------- | ------------------------------------ | ------------------ | -------------- |
| «Аптон-парк»     | Дистрикт[j] Хаммерсмит-энд-Сити | Ньюэм | 3       | 2 июня 1902   | 1877                                 |                    | 10,359         |